# Mistrovství Evropy v judu 1973
Mistrovství Evropy se konalo v Madridu, Španělsko 11.-13. května 1973.

## Výsledky
| Kategorie | Zlato                      | Stříbro                      | Bronz                        | Bronz                      |
| --------- | -------------------------- | ---------------------------- | ---------------------------- | -------------------------- |
| -63 kg    | Serhij Melnyčenko (URS)UKR | Šengeli Picchelauri (URS)GEO | Michel Algisi (FRA)          | Karl-Heinz Werner (GDR)    |
| -70 kg    | Dietmar Hötger (GDR)       | Engelbert Dörbandt (FRG)     | Franco Novasconi (ITA)       | Vass Morrison (GBR)        |
| -80 kg    | Brian Jacks (GBR)          | Guy Auffray (FRA)            | Bernd Look (GDR)             | Guram Gogolauri (URS)GEO   |
| -93 kg    | Jean-Luc Rougé (FRA)       | David Starbrook (GBR)        | Jevgenij Soloduchin (URS)RUS | Amiran Muzaevi (URS)GEO    |
| +93 kg    | Santiago Ojeda (ESP)       | Keith Remfry (GBR)           | Peter Adelaar (NED)          | Džibilo Nižaradze (URS)GEO |